# Sejmčan (Russia)
Sejmčan (in lingua russa Сеймчан) è un centro abitato dell'Oblast' di Magadan, capoluogo dello Srednekanskij rajon, sulle rive dell'omonimo fiume.